# Långvattnet, Åbo
Långvattnet (finska: Pitkäsalmi) är ett sund i Finland. Det ligger i landskapet Egentliga Finland, i den sydvästra delen av landet, 150 km väster om huvudstaden Helsingfors.
Långvattnet löper mellan ön Hirvensalo i väster och fastlandet i öster. Den ansluter till Slottsfjärden och Aura å i norr samt Pohjoissalmi och Lemofjärden i söder.